# Fotografía del Holocausto

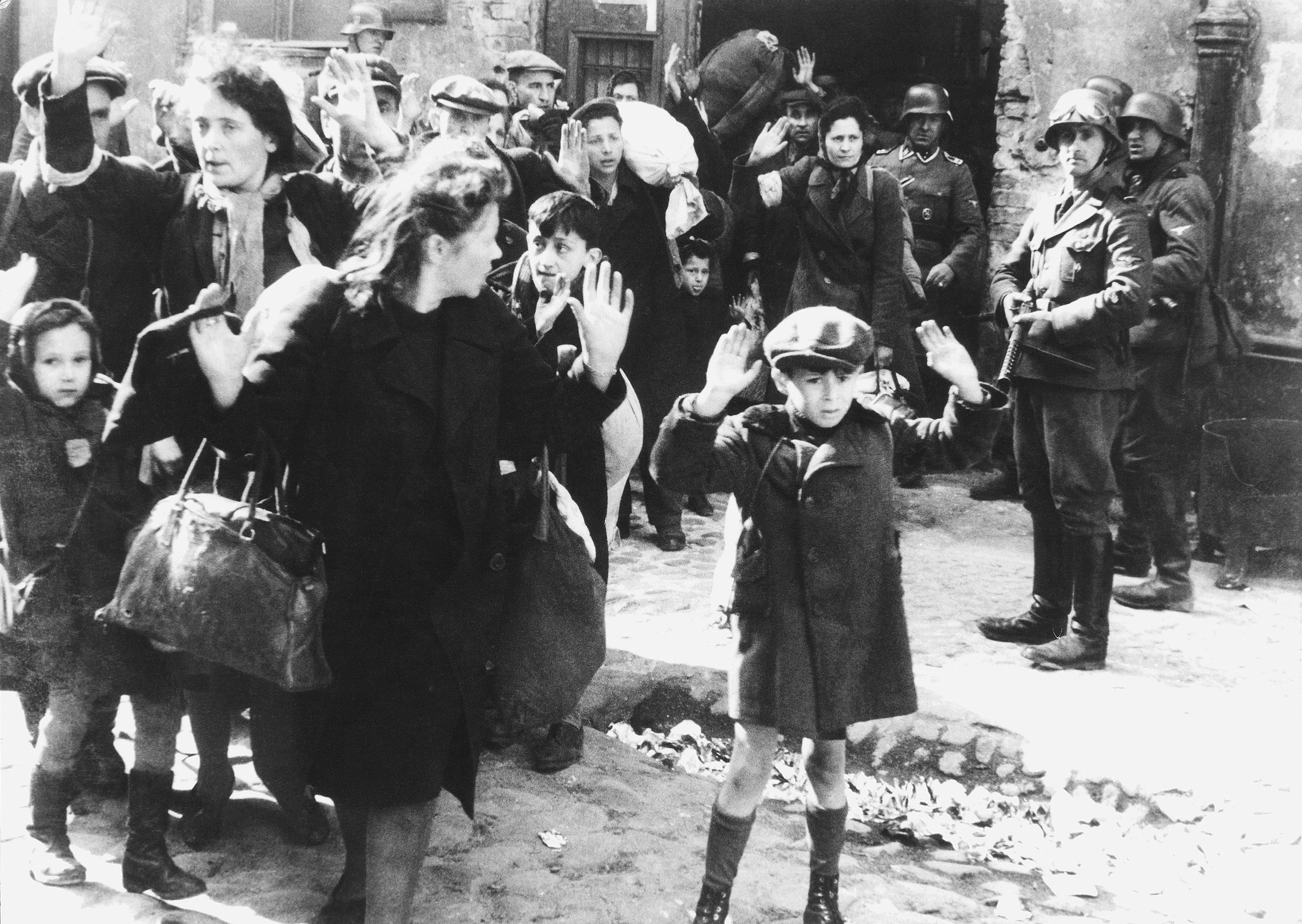
«Niño judío se rinde en Varsovia». La imagen es una de las fotografías más emblemáticas del Holocausto.

La fotografía del Holocausto es un tema de interés para los estudiosos del Holocausto. Estos estudios a menudo se sitúan en los campos académicos relacionados con la cultura visual y los estudios de sociología visual. Las fotografías creadas durante el Holocausto también plantean preguntas en términos de ética relacionados con su creación y posterior reutilización.

## Origen
Gran parte de la fotografía del Holocausto es obra de fotógrafos alemanes nazis. Algunas se originaron como procedimiento administrativo de rutina, como fotografías de identificación; otros tenían por objeto ilustrar la construcción y el funcionamiento de los campos o el transporte de prisioneros. También había fotografías de campos de concentración autorizados para su uso por los medios de comunicación alemanes, aparecieron impresas alrededor de 1933-1936 en periódicos y revistas alemanes como Deutsche Illustrirte Zeitung o Münchner Illustrierte Presse. En años posteriores aparecieron un pequeño número de imágenes, examinadas por funcionarios de propaganda y censura antes de su publicación.
Muchas fotografías del Holocausto son tomadas por autores no identificados, pero otras son conocidas. Los fotógrafos alemanes nazis del Holocausto que actuaron en su capacidad oficial incluyen a Bernhard Walter, Friedrich Franz Bauer, Franz Wolf, Albert Rum y Franz Suchomel. La destrucción del gueto de Varsovia se documentó metódicamente en el bien ilustrado Informe Stroop. Algunas fotografías fueron tomadas por los propios prisioneros del campo, por ejemplo por Wilhelm Brasse o Francisco Boix, que trabajaban como ayudantes de sus supervisores nazis. También había fotografías tomadas en los guetos por sus habitantes judíos, algunas con permiso oficial, otras en secreto como un acto de desafío y con fines probatorios. Los fotógrafos judíos de la vida del gueto incluyeron a Henryk Ross y Mendel Grossman, quienes documentaron el gueto de Lodz. Varias otras fotografías de la vida del gueto judío provienen del personal y los soldados nazis, muchos de los cuales trataron esos lugares como atracciones turísticas. Fotografías no oficiales del Holocausto fueron tomadas por, entre otros, Hubert Pfoch, Joe Heydecker, Willy Georg y Walter Genewein.
Otras fotografías fueron tomadas durante la liberación de los campos por fotógrafos adscritos a las unidades aliadas que llegaron para asegurarlos. Estas fotografías comenzaron a aparecer a mediados de 1944 y ganaron una notoriedad más amplia en la primavera de 1945. La mayoría de los fotógrafos militares aliados permanecen en el anonimato, ya que rara vez se les acredita, a diferencia de los corresponsales de prensa que publicaron algunas de las primeras exposiciones fotográficas de los campos; estos últimos incluyen a Lee Miller, Margaret Bourke-White, David Scherman, George Rodger, John Florea y William Vandivert. Debido a la Guerra Fría, muchas fotografías hechas por los soviéticos fueron tratadas con sospecha en Occidente y recibieron poca cobertura hasta décadas más tarde. La fotografía del Holocausto también incluye fotografías de reconocimiento aéreo realizadas por aviones aliados.
Muchas fotografías fueron destruidas, algunas accidentalmente, como daño colateral durante la guerra, otras a propósito, en los intentos de los perpetradores de las atrocidades por suprimir las pruebas. Por el contrario, algunas fotografías nazis fueron robadas, escondidas y conservadas como evidencia de atrocidades por parte de individuos como Francisco Boix o Joe Heydecker.
El número total de fotos supervivientes relacionadas con el Holocausto se ha estimado en más de dos millones.

## Uso
Varias fotografías sobrevivientes que documentan las atrocidades del Holocausto se utilizaron como evidencia durante los juicios de posguerra de los crímenes de guerra nazis, como los juicios de Núremberg. Se han utilizado como evidencia simbólica e impactante para educar al mundo sobre la verdadera naturaleza de las atrocidades nazis.
Las fotografías históricas se consideran artefactos valiosos para estudios históricos e instituciones conmemorativas como museos y galerías. Ha habido una serie de exposiciones en galerías dedicadas a este tema. Los eruditos los utilizan para refinar la comprensión de los eventos históricos, en una forma de arqueología visual. Además de las fotos en sí, también se han analizado los subtítulos de las fotos, ya que pueden ser útiles para comprender los sesgos de encuadre; por ejemplo, la misma foto subtitulada en soviético podría describir a las víctimas como ciudadanos soviéticos, en polaco, como ciudadanos polacos, y en yiddish, como judíos.
Al mismo tiempo, algunos han criticado si el acceso público incondicional a fotografías de atrocidades es ético (ya que no fueron tomadas con el consentimiento de los sujetos y se sabe que causan angustia a los sujetos) y educativo (ya que han sido acusadas de haber sido trivializadas en algunos contextos, o utilizadas fuera de contexto o con atribución inadecuada). La demanda de fotografías de las atrocidades del Holocausto ha provocado la aparición de varias imágenes falsas en las subastas.

## Lectura adicional
- Scharnberg, Harriet (2018). Die "Judenfrage" im Bild: Der Antisemitismus in nationalsozialistischen Fotoreportagen (en alemán). Hamburger Edition HIS. ISBN 978-3-86854-943-0.

- Datos: Q96052472
- Multimedia: Holocaust historical photographs / Q96052472